# Roberto Wirth
Pour les articles homonymes, voir Wirth.
Roberto Wirth, né le 25 mai 1950 à Rome et mort dans la même ville le 5 juin 2022, est un homme d'affaires italien sourd, propriétaire et PDG de l’hôtel Hassler, luxueux hôtel cinq étoiles surplombant la place d'Espagne à Rome. Roberto Wirth, représente la cinquième génération d'une grande famille d'hôteliers suisses.

## Biographie
Ses parents, Oscar Wirth et Carmen Bucher sont issus de deux familles de tradition hôtelière : les Bucher, une vieille famille suisse du canton de Lucerne, et les Wirth, une famille de Maulach en Allemagne. Franz Josef Bucher, fondateur de la dynastie et arrière grand-père de Roberto Wirth, a fondé durant le XIXe siècle et le XXe siècle, la première chaîne d’hôtels en Europe et en Afrique, ouvrant des hôtels à Gênes, Lugano, Milan, Lucerne, Rome et Le Caire. En 1890, il prend la gestion de l'hôtel Minerva à Rome, dirigé par son gendre Heinrich Wirth. Quelques années plus tard, en 1894, après de longues négociations, Bucher achète l'hôtel Quirinale à Rome (construit en 1874), pour 2 millions de livres. C’est le début de l’histoire de la famille Bucher Wirth à Rome. En 1921, Oscar Wirth, le petit-fils de Franz Josef Bucher s’associe avec Franz Nistelweck pour la gestion et la copropriété des hôtels Eden et Hassler à Rome. En 1964, la famille Wirth devient seule propriétaire de l’Hôtel Hassler qui sera géré par Oscar Wirth jusqu'à sa mort en 1968. Après son décès, sa femme Carmen Bucher prend les rênes de l’hôtel.
Roberto Wirth est né sourd en 1950. À l'âge de cinq ans, il entre à la Scuola Tarra, une école pour les sourds à Milan pour apprendre à lire sur des lèvres et puis, à l'âge de onze ans, il apprend à oraliser pendant un an à Marseille. Il est retourné dans sa ville natale, Rome, pour s'inscrire dans une lycée ordinaire.
À dix-huit ans, Roberto Wirth part aux États-Unis pour étudier à l'Université Gallaudet[Quand ?] en 1969, et de 1970 à 1975, auprès de la prestigieuse Université Cornell de Ithaca, NY, USA. Il obtient son diplôme en gestion hôtelière à l'Université Cornell, NY, en 1975. Après des années de travail à San Francisco et Honolulu, il décide de rentrer à Rome et de réaliser son rêve en travaillant à l’hôtel Hassler. Il retourne en Italie en 1978 pour occuper un poste de directeur adjoint, sa mère étant la directrice de l'hôtel dès la mort de Oscar Wirth, décédé en 1968. Il devient directeur général du Hôtel Hassler en 1982.
En tant que directeur général de l'hôtel Hassler, il a accepté plusieurs invitations pour participer à des festivals culinaires dans des hôtels célèbres de différentes parties du monde: l'hôtel Impérial à Tokyo, le Ritz à Paris, le Ritz-Carlton à Boston, le Lanesborough à Londres, le Continental à Oslo et le Maksoud Plaza à Sao Paulo. En outre, depuis 1997, il offre ses conseils à l'hôtel Impérial à Tokyo pour la gestion du célèbre restaurant Cicéron et à la chaîne indienne Oberoi pour les restaurants italiens des hôtels à Bombay et à New Delhi.
En 1999, Roberto Wirth fonde l’International Wine Academy, situé le long des escaliers de la place d’Espagne, dans un immeuble ancien entièrement rénové.
En 2001, Roberto Wirth est le seul propriétaire à la suite du décès de sa mère Carmen et du rachat des parts à son frère Peter.
Il dirige l’hôtel avec une grande habileté et est toujours prêt à fournir à ses clients tout ce dont ils ont besoin : l'hôtel est en constant renouvellement et à la recherche d’innovation. C’est grâce à Roberto Wirth que l’hôtel Hassler est connu partout dans le monde comme la destination préférée de gens connus et moins connus : chefs d'État, familles royales, les personnalités du monde l'art et de la culture, comme en témoignent les innombrables dédicaces, photos et signatures déposées dans le livre d'or depuis 1947.[réf. nécessaire]
En mai 2015, il publie son premier livre Il silenzio è stato il mio primo compagno di giochi (Le silence fut mon premier camarade). L’autobiographie de Roberto Wirth, sa parabole existentielle extraordinaire, la vie complexe d'un homme né sourd profond et forcé à affronter les préjugés des autres et de sa propre famille. Les droits d'auteur de l'ouvrage seront reversés à CABSS.
Il comprend six langues différents grâce à la lecture labiale.

## Surdité
Étant profondément sourd depuis sa naissance, Roberto Wirth a toujours été très actif au sein des associations pour sourds. Pendant son séjour à Hawaï, il est président du Silent Aloha, association qui publie un bulletin mensuel pour les sourds, distribué à Hawaï et dans le reste des États-Unis. Il a aussi fait partie du Comité pour les handicapés de la mairie de Honolulu et a tenu plusieurs discours sur le même sujet, lors de la conférence du gouverneur d’Hawaï.
Il est membre du Conseil de l'Association de l'université Gallaudet à Washington D. C. et fut également invité à se joindre au National Advisory Group (NAG) du vice-président du National Institute for the Deaf appartenant au Rochester Institute of Technology (Rochester, New York). Il a aussi été  membre du conseil d'administration de l’Alexander Graham Bell Association pour les sourds à Washington, D. C., parrainé par le président des États-Unis et a créé le Comité des Entrepreneurs Sourds, qui se réunit tous les quatre ans lors du Congrès de la Fédération mondiale des sourds.

## CABSS
En 2004, Roberto Wirth fonde CABSS, le Centre d'assistance pour des enfants sourds et sourds-aveugles, et y préside. Il s'agit d'une organisation à but non lucratif qui se consacre à aider ces enfants et leurs familles en offrant des programmes d'intervention précoce chez les enfants sourds et sourds-aveugles de 0 à 6 ans. www.cabss.it 

## Distinctions et récompenses
- Independent hôtelier du Monde en 2005 à New York par Hotels Magazine : ce prix est l'une des plus hautes distinctions de l'industrie de l'hôtellerie. Roberto Wirth fut choisi parmi de nombreux gestionnaires et propriétaires d'hôtels et de chaînes hôtelières internationales. Avec beaucoup de fierté et d'honneur, Roberto Wirth a donné ce prix prestigieux à la ville de Rome, en le livrant dans les mains du Premier Citoyen, Walter Veltroni pendant une cérémonie privée tenue à l’hôtel Hassler. Par la même occasion, le maire Veltroni lui a donné une statue de la louve capitoline, symbole de gratitude de la ville de Rome.
- Prix Campidoglio pour l'économie en 2006, de la part du maire de Rome
- Prix Marco Aurelio en 2006 par la mairie de Rome. Le prix est attribué à ceux qui se sont distingués dans le monde de la culture, de l'art, de l'économie, du divertissement et de  l'engagement social, en donnant du prestige à la ville.
- Doctorat honorifique en sciences humaines de l'université Lynn à Boca Raton en Floride en 2006
- Diplôme d'honneur de l'université Gallaudet en 2009[8].
- Prix Inspirational Awards en 2012 par DeafNation[9].
- Président honoraire de l’Association Place d'Espagne Trinita dei Monti dès 2006
- Leading Legend Award en  2014, par The Leading Hotels of the World, pour son « leadership exemplaire » et pour sa « contribution à l'art de l'hospitalité indépendante et son engagement dans  le secteur ». (Leading Hotels of the World’s 2014 Annual Convention à Vienne (Autriche) )
- Diplôme d'honneur de la John Cabot University de Rome en 2016[10]
- Prix spécial à l'occasion du 70e anniversaire du programme Fulbright en Italie, pour l'engagement que Roberto Wirth a consacré depuis plus de 25 ans à la promotion des droits des enfants sourds de 0 à 6 ans (le 14 juin 2018 à Rome)[11],[12].